# Freisinger Straße 8 (Oberschleißheim)

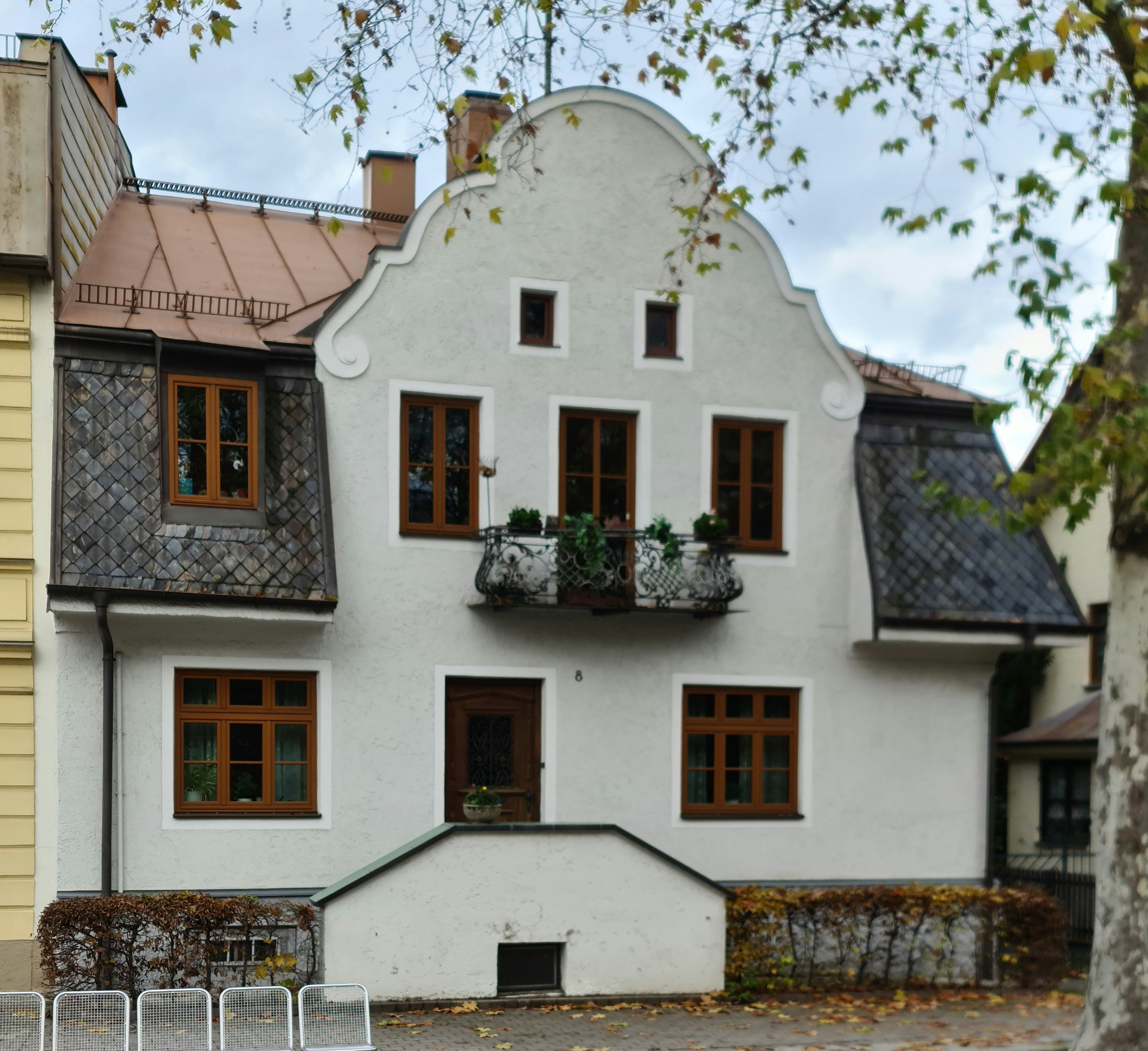
Haus Freisinger Straße 8 in Oberschleißheim (links angebaut das Haus Freisinger Straße 7)

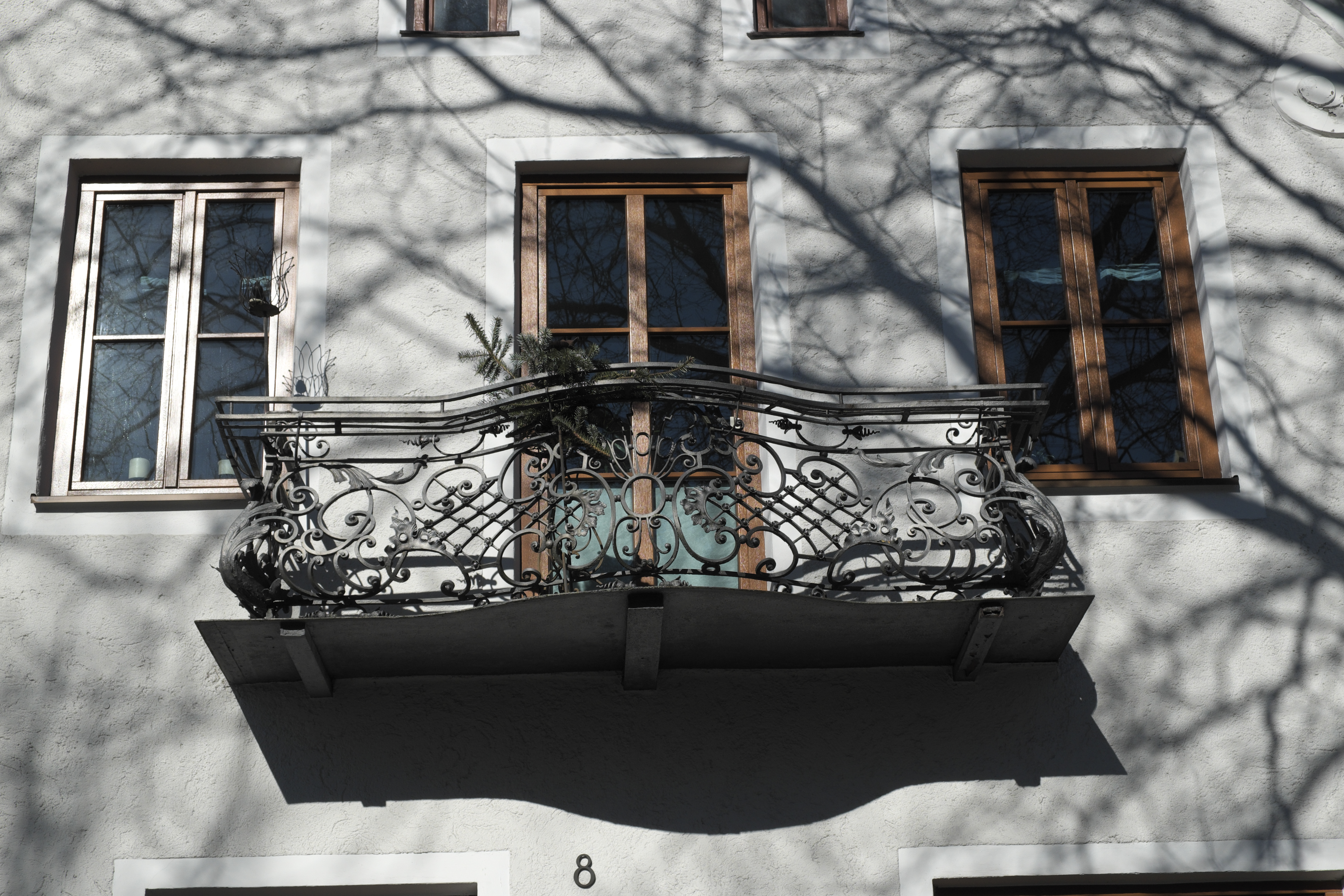
Schmiedeeisernes Balkongitter

Das Gebäude Freisinger Straße 8 in Oberschleißheim, einer Gemeinde im oberbayerischen Landkreis München, wurde um 1900 errichtet. Das Wohnhaus ist ein geschütztes Baudenkmal.
Der erdgeschossige, verputzte Mansarddachbau mit neubarockem Ziergiebel besitzt einen Balkon mit schmiedeeisernem Gitter, das handwerklich aufwändig gestaltet ist.    